# Hana Vagnerová
Hana Vagnerová (ur. 21 lutego 1983 w Pradze) – czeska aktorka.

## Filmografia (wybór)
- 1997: Zdivočelá země – serial telewizyjny
- 2002: Vyvraždění rodiny Greenů
- 2003: Seance Fiction
- 2003: Probuzená skála
- 2004: On je žena – serial telewizyjny
- 2006: Horákovi
- 2006: Pokus
- 2006: O Šípkové Růžence
- 2007: Aussig[3]
- 2007: Báthory
- 2008: Ďáblova lest
- 2008: Pohádkové počasí
- 2009: Proč bychom se netopili – serial telewizyjny
- 2011: Hlasy za zdí
- 2016: Hlas pro římského krále